# Гинтаутас Палуцкас
Гѝнтаутас Палу̀цкас (на литовски: Gintautas Paluckas, [ˈɡʲɪntˠɐʊtˠɐs pˠɐˈlˠʊtskɐs]) е литовски политик от Литовската социалдемократическа партия (ЛСДП).
Роден е на 19 август 1979 година в Паневежис в семейството на инженер и икономистка. През 2003 година завършва Вилнюския университет. Работи в държавната администрация, като през 2007 – 2009 година е началник на администрацията на общината във Вилнюс и през 2010 година е осъден на две години затвор за злоупотреба с власт. През 2015 – 2019 година е заместник-кмет на Вилнюс, а през 2017 – 2021 и за кратко през 2025 година оглавява ЛСДП.
На 12 декември 2024 година става министър-председател начело на коалиция с партиите „Зора над Немунас“ и Демократичен съюз „В името на Литва“, но на 31 юли следващата година подава оставка заради обвинения в медиите за корупция.